# ホセ・ラウレル

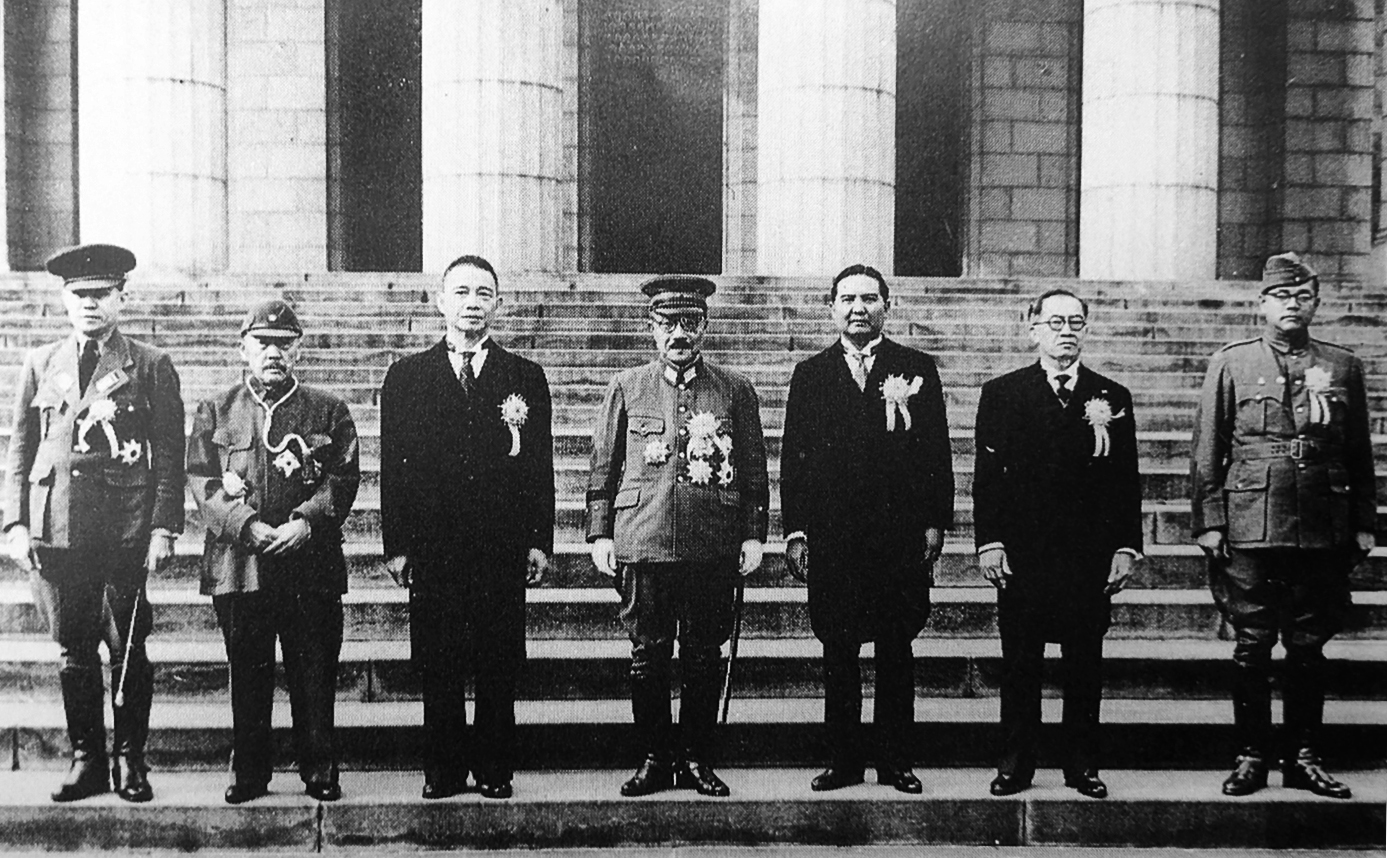
大東亜会議に出席したラウレル（右から二人目）

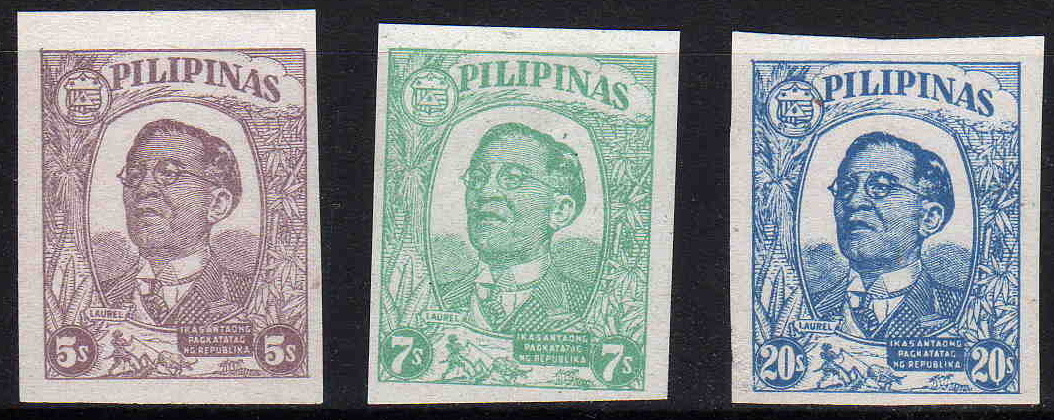
ラウレルの肖像が描かれた独立1周年記念切手（1945年）

ホセ・パシアノ・ラウレル・イ・ガルシア（英: José Paciano Laurel y García、1891年3月9日 - 1959年11月6日）は、フィリピンの政治家、第3代大統領。当時は第二次共和国で、日本軍政下であった。
駐日大使を務めたホセ・S・ラウレル3世は次男。コラソン・アキノ政権で副大統領を務めたサルバドール・ラウレルは三男。 ホセ・ラウレル3世の息子で、父と同じく駐日大使となったホセ・カスティリョ・ラウレル5世は孫。

## 来歴

### 生い立ち
1891年、アメリカの植民地支配下にあったフィリピンのバタンガス州タナワンの裕福な政治家の家に生まれ、1915年にフィリピン大学法学部を卒業。母方の先祖が中国人である。

### 政治家
一方、合衆国統治下でモノカルチャー化が進んだため、1920年代から1930年代にかけて窮乏化した小作農や都市労働者達によって労働運動の組織化が進められ、フィリピン全国農民組合や労働者総同盟などの労働組合が作られた他、1929年にはフィリピン社会党、1930年にはフィリピン共産党が結成され、両党は人民戦線戦術の下で1938年に合併してフィリピン共産党 (PKP)が成立した。
1923年、アメリカ人レオナード・ウッド総督下のフィリピン植民地政府で内務長官に就任。その後上院議員の要職を歴任。
1934年、民主党フランクリン・ルーズヴェルト政権下でフィリピンの将来の独立を認めたフィリピン独立法（タイディングス・マクダフィー法）が可決されたときには既に引退していたが、フィリピン憲法制定議会の議員に選出され、「7賢人」の一人として法案提出権の項を担当した。憲法は1935年5月に国民投票で可決され、7月に国政選挙が行われ、11月15日、マヌエル・ケソンを初代大統領とする米自治領政府（独立準備政府）フィリピン・コモンウェルスが成立した。次いで最高裁準判事を務め、フィリピン司法にとって意義ある判例を残した。
太平洋戦争勃発後は、アメリカ植民地政府を放逐しフィリピンを占領下に置いた日本に協力、フィリピン行政委員会委員を務めた。帝国議会で東條英機首相が示した、フィリピン独立の方針を受けた独立準備委員会で委員長として憲法を起草した。1941年から1941年にかけては司法長官に就任。

### 大統領就任
1943年に日本の影響下にある国民議会によって共和国大統領に選出され、同年11月にフィリピン共和国代表として大東亜会議に出席。戦時中は親米ゲリラに2度狙撃された。
1944年9月21日、22日、アメリカ軍機によりマニラ市内が激しい空爆にさらされると、同月23日、ラウレルはアメリカとイギリスに対して宣戦布告を行った。同年10月7日、日本から旭日桐花大綬章が贈られた。
その後、日本の敗戦が濃厚になると山下奉文大将の助言で1945年3月末、命からがらフィリピンを脱出し、台湾に向かう。台湾では当初、混ぜご飯に福神漬けという粗末な食事しか与えられなかった。その後、奈良ホテルで亡命生活を送る。
1945年8月15日の日本の降伏2日後の8月17日、側近らと協議の上（第二次）共和国消滅の宣言を決定。同月23日に発表した。
1945年9月11日、連合国軍最高司令官総司令部は第一次A級戦犯の指定を行う。ラウレルも戦犯に指定され、家族と横浜刑務所に二か月間、巣鴨拘置所に十か月間収監された。この時の様子を三男のサルバドール・ラウレルは、「父は戦争中、独立フィリピンの大統領でした。戦後、少年だった私は巣鴨の監獄に入っている、父を見舞いに行きました。当時の日本は、物心ともに貧しく、荒廃の極みでしたので、少年の私（当時十三歳）は非常に辛かった。だが、父は平然としていました。かえってメソメソしている私を激励して、『日本民族とともに歩め』と訓してくれました」と証言している。

### 帰国と政界復帰
帰国後、新たにフィリピンに設立された独立政府により、大戦中の協力により132件の反逆罪で訴追されたが、1948年4月にマニュエル・ロハス大統領の恩赦を受けた。1949年の大統領選に再出馬し、現職大統領エルピディオ・キリノに敗れた。
その後1951年に上院議員に立候補しトップ当選し、1953年にはラモン・マグサイサイ大統領の擁立に尽力。1954年には経済使節団長として渡米し、「ラウレル・ラングレー協定」（en:Laurel–Langley Agreement）に署名。1957年に公務から引退した。1959年11月6日に68歳で逝去。

## 文献
- 『ホセ・P・ラウレル博士戦争回顧録』山崎重武訳 同日本語版刊行委員会編、日本教育新聞社、1987年